# Matthias Ferwagner

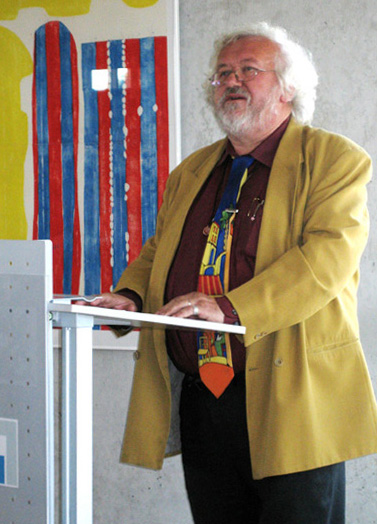
Matthias Ferwagner bei einer Eröffnungsrede 2005

Matthias Ferwagner (* 12. April 1943; † 12. April 2017 in Rosenheim)  war ein deutscher Regierungsbaumeister. Er war Behördenleiter der Staatlichen Bauämter in Traunstein und Rosenheim.

## Leben
Matthias Ferwagner war zunächst Abteilungsleiter im ehemaligen Landbauamt Rosenheim von 1975 bis 1991. Danach war er bis 2005 Leiter des Staatlichen Hochbauamtes Traunstein. Bis 2008 wirkte er als Behördenleiter im Staatlichen Bauamt in Rosenheim.
Zahlreiche Gebäude im Wirkungsbereich der Bauämter Traunstein und Rosenheim sind unter seiner Führung entstanden.
Sein Einsatz für das Bewusstsein von Qualität und Anspruch einer hochwertigen Architektur, bewirkten im Jahr 2005 die Gründung des Vereines Rosenheim Kreis e.V. – Architektur im Gespräch. Daneben galt sein besonderes Interesse und Engagement der Zeitgenössischen Kunst. Sein Wunsch nach Austausch und Gespräch über Kunst und Architektur führten zu Aktionen wie z. B. die Ausstellung „100 Jahre Fritz Harnest – 10 Jahre Staatliches Hochbauamt“ im Ämtergebäude Rosenheim, ebenfalls 2005.
Ferwagner war Außerordentliches Mitglied im Bund Deutscher Architekten.

## Schriften
- 5 Jahre Staatliches Hochbauamt Traunstein, Traunstein 2000
- 1. Architekturwoche Traunstein, Natur – Kunst – Bauen vom 13.–18. Juli 2004, TraunSteinKreis 2004
- 10 Jahre Staatliches Hochbauamt Traunstein – 133 Jahre Staatsbauverwaltung Traunstein, Traunstein 2005